# Testament of Youth
Testament of Youth erschien 1933 als erster Teil einer Reihe autobiografischer Werke der britischen Feministin Vera Brittain (1893–1970); er behandelt die Jahre 1900–1925.
Brittain setzte ihre Autobiografie mit Testament of Experience (1957) fort, das die Jahre 1925–1950 umfasste. Dazwischen veröffentlichte sie 1940 das Testament of Friendship, welches, ebenfalls autobiografisch, im Wesentlichen eine Biografie von Winifred Holtby ist, einer engen Freundin und Kollegin Brittains. Brittain plante auch einen letzten Teil ihrer Autobiografie unter dem Titel 'Testament of Faith' oder 'Testament of Time'; dieser blieb jedoch unvollendet.

## Inhalt
Brittain beschreibt in ihrer Autobiografie Testament of Youth den Einfluss, den der Erste Weltkrieg auf das Leben der Frauen, die britische Zivilbevölkerung und die Nachkriegszeit hatte. Wegen dieser Beschreibungen und der Darstellung einer unabhängigen, hart kämpfenden Pionierin wurde Testament of Youth als Klassiker der feministischen Literatur gefeiert.
Im Vorwort beschreibt Brittain, wie sie ihre Erfahrungen ursprünglich als Roman zu Papier bringen wollte, jedoch nicht imstande war, die notwendige objektive Distanz zum Thema zu erreichen. Dann versuchte sie, ihr ursprüngliches Tagebuch aus den Kriegsjahren mit verfremdeten Namen zu veröffentlichen. Doch auch dies stellte sich als undurchführbar heraus. Erst danach entschied sie, ihre eigene, persönliche Geschichte niederzuschreiben und ihre eigenen Erfahrungen in einen größeren historischen und gesellschaftlichen Zusammenhang zu stellen. Mehrere Kritiker bemerkten den Läuterungsprozess während des Schreibens, in dem sie sich mit ihrer Trauer befasste.
Die Erzählung beginnt mit Veras Plänen, sich an der University of Oxford einzuschreiben, und mit ihrer Romanze mit Roland Leighton, einem Freund ihres Bruders Edward. Beide waren schon früh Offiziere geworden, und beide wurden während des Krieges getötet, ebenso wie andere Menschen in ihrem sozialen Umfeld.
Das Hauptthema des Buches ist Veras Arbeit als Krankenschwester in der V.A.D. (Voluntary Aid Detachment, dt.: Freiwillige Hilfsabteilung). In dieser Funktion betreute sie Verwundete in London, Malta und Étaples. Völlig desillusioniert kehrt sie nach Kriegsende zum Somerville College in Oxford zurück und schloss ihr Studium mit dem akademischen Grad eines Bachelor ab. Im Buch findet sich auch der Beginn ihrer Karriere als Journalistin für das Time and Tide-Magazin und ihre Vortragsarbeit für den Völkerbund wieder. Sie besucht die Gräber ihres Bruders Edward in Italien und ihres Verlobten Roland in Frankreich. Zusammen mit Winifred Holtby besuchte sie 1923 die besiegten und besetzten Gebiete Deutschlands und Österreichs.
Das Buch schließt mit der Begegnung mit ihrem Ehemann, dem Politiker George Catlin, und ihrer späteren Heirat 1925 ab.
Die Tagebücher, auf denen das Buch teilweise basiert (Chronicle of Youth), wurden von Alan Bishop bearbeitet und 1981 veröffentlicht. 1998 wurden auch die Briefe aus der Kriegszeit, die Brittain für ihre Autobiografie herangezogen hatte, von Alan Bishop und Mark Bostridge bearbeitet. Unter dem Titel Letters from a Lost Generation wurden sie zu einem großen Erfolg.
Testament of Youth wurde 1979 recht erfolgreich von BBC Two mit Cheryl Campbell in der Hauptrolle als TV-Serie umgesetzt (deutscher Titel: Testament einer Jugend). 2014 erschien eine von der BBC produzierte Kinobearbeitung, an der auch Brittains Biograph Mark Bostridge beteiligt war.

## Veröffentlichungsgeschichte
- Erstmals veröffentlicht bei Victor Gollancz (28. August 1933)
- Victor Gollancz, London (1940)
- Wideview Books (1970), ISBN 0-86068-035-5
- Virago Press (1978), ISBN 86-06-80355-3
- Fontana (1979), ISBN 0-00-635703-2
- Seaview Books. (1980) B010174; 661
- Penguin Group (USA) (1980), ISBN 0-87223-672-2
- Putnam Pub Group (1980), ISBN 0-87223-672-2
- Penguin Classics (May 31, 2005), ISBN 0-14-303923-7
- Verlag: Virago Press Ltd (2004), ISBN 0-86068-035-5

Deutsche Ausgabe
- Vermächtnis einer Jugend. Autobiographie. Aus dem Englischen von Ebba D. Drolshagen. Matthes & Seitz Berlin Verlag, Berlin 2018, ISBN 978-3-95757-611-8